# Orden natural
En Filosofía, el orden natural es la fuente moral de la cual el Derecho Natural (o iusnaturalismo) busca obtener su autoridad. Abarca las relaciones naturales de los seres entre sí, en ausencia de leyes, a las cuales el iusnaturalismo trata de reforzar.
En contraste, el Derecho divino tiene por objeto la autoridad de Dios, y el derecho positivo tiene por objeto la autoridad del gobierno.
El término fue utilizado por Hans-Hermann Hoppe en su libro "Democracia: El Dios que falló. Monarquía, democracia y orden natural" para designar al anarcocapitalismo.
El término es utilizado por Friedrich von Hayek en sus escritos. 
El filósofo argentino Carlos Sacheri, de tradición aristotélico tomista apela a este concepto para describir la procedencia de la moral católica, la cual no proviene necesariamente por revelación divina sino que puede ser aprehendida a través de la razón incluso por los no creyentes, contemplando un determinado orden que Dios impuso a su creación.